# 约翰·杜卡斯 (大都督)
约翰·杜卡斯（希腊语：Ἰωάννης Δούκας，约1064年-1136年之前）是拜占庭帝国的贵族将领，杜卡斯家族成员，皇帝阿莱克修斯一世（1081-1118年在位）的大舅子，并在他手下多次参与重要战役。他曾在都拉齐翁都督任上对抗塞尔维亚人，后被任命为“大都督”（海军统帅），抵御突厥埃米尔札卡斯对爱琴海的劫掠，镇压了克里特与塞浦路斯的叛乱，之后率军收复了安纳托利亚西海岸的许多领土。

## 生平

### 早年
约翰·杜卡斯生于约1064年，是“凯撒”约翰·杜卡斯之孙，父亲是“宫内军家内官”安德罗尼卡·杜卡斯，母亲是保加利亚沙皇伊凡·弗拉迪斯拉夫的孙女保加利亚的玛利亚，他是这对夫妻的次子。他的妹妹伊琳娜·杜卡伊娜嫁给了皇帝阿莱克修斯一世，他成了皇帝的大舅子。1074年诺曼雇佣军领袖巴约勒的鲁塞尔叛乱期间，约翰和兄长米海尔待在祖父位于比提尼亚的庄园中，鲁塞尔要求“凯撒”约翰杜卡斯交出两人为人质，以换取他们受伤被俘的父亲安德洛尼卡，凯撒同意了交易，两人被囚禁。两个男孩的奴隶侍从设法说服一个本地的农民帮他们逃走，并把他们带到尼科米底亚，但后来只有米海尔成功脱险，约翰则继续被囚，直到次年鲁塞尔兵败后才获得自由。
1077年父亲去世后，约翰待在祖父在色雷斯的地产上，由祖父抚养。1081年，阿莱克修斯·科穆宁起兵反叛尼基弗鲁斯三世（1078-1081年在位）的消息传来，约翰把这一消息告知了祖父，他们共同前往阿莱克修斯的营地，在其支持下，阿莱克修斯被拥立为皇帝。

### 都拉齐翁都督

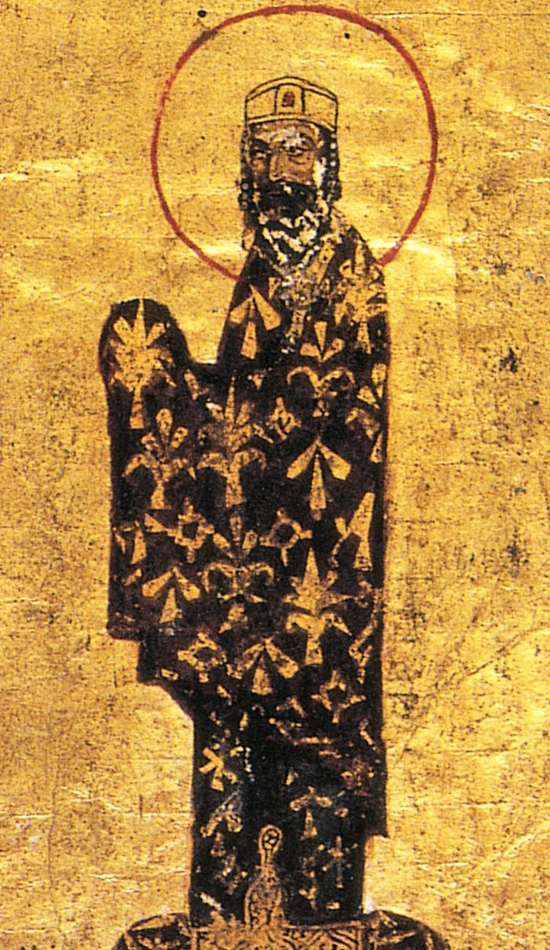
阿莱克修斯一世像

1085年，阿莱克修斯自诺曼人手中收复了具有战略意义的亚得里亚海港口城市都拉齐翁，约翰随后被任命为其都督（即总督）。 约翰在此任职到1092年，随后由皇帝的侄子，“至尊者”伊萨克·科穆宁之子约翰·科穆宁接任。约翰· 杜卡斯在任上作为颇多，击退了来自杜克利亚和塞尔维亚内陆的进攻，根据安娜·科穆宁娜的说法，他甚至得以俘虏杜克利亚君主君士坦丁·博丁（1081-1101年在位），之后他被放回，成为拜占庭帝国的代理人。因此约翰得以恢复自前些年的拜占庭-诺曼战争以来，阿尔巴尼亚与达尔马提亚地区倾颓已久的秩序。大主教奥赫里德的狄奥菲拉克特现存的信件也侧面印证了他的成功，在约翰离职之后，狄奥菲拉克特在信件中表达了对他的治理的怀念，并向他征求建议。

### 上任“大都督”，对抗突厥人
1092年约翰被召回君士坦丁堡，随后被任命为“大都督”，即海军的总司令。他是第一个身份确实的“大都督”，因此也被认为是第一个担任“大都督”的人，但是有证据表明这一官职似乎在1085年末就已存在，但不清楚当时担任“大都督”的是谁。作为“大都督”，约翰被赋予了应对士麦那的突厥埃米尔札卡斯的海上威胁的任务。札卡斯曾为拜占庭军效力，但此时他已建立了一支舰队，夺取了爱琴海的部分岛屿，劫掠其余岛屿，甚至自称皇帝。约翰决定恢复莱斯沃斯岛，派陆军沿安纳托利亚海岸行军，到达岛的对岸，准备渡海，而君士坦丁·达拉瑟诺斯指挥的舰队已经收复了希俄斯岛，准备前往会师。拜占庭的海陆两军围困了莱斯沃斯岛的首府米蒂利尼三个月，札卡斯提出提出奉还岛屿，换取自己的安全离开，约翰应允了，但是刚刚率领舰队抵达的达拉瑟诺斯攻击了突厥船只，札卡斯得以逃脱，但其舰队大部分沉没或被俘虏。胜利之后，约翰加强了米蒂利尼的防御，率领舰队收复了其他被札卡斯攻占的岛屿，之后返回君士坦丁堡。
1092年末或1093年初，他与曼努埃尔·伯托米特斯被派往镇压克里特岛的卡里克斯叛乱与塞浦路斯岛的拉普索马特斯叛乱。帝国舰队将到来的消息传来后，克里特岛上就发生政变，卡里克斯被杀，叛乱也随之平息。拉普索马特斯则决定作战，但初战便告失败，自己不久后被俘虏，优马西奥斯·菲洛卡勒斯被任命为塞浦路斯岛的新总督，舰队随后返回君士坦丁堡。1094年，他参与了谴责迦克墩的利奥的宗教会议。
1907年，十字军与拜占庭合作，收复了尼西亚并由拜占庭帝国接管，随后阿莱克修斯任命约翰为安纳托利亚拜占庭军的总司令，受命从突厥人手中收复爱琴海沿岸地区。为了释放善意促进谈判，约翰将在尼西亚被俘的罗姆苏丹基利杰·阿尔斯兰一世（1092-1107年在位）的妻子和札卡斯的女儿放回。约翰把舰队交给卡斯帕克斯（Kaspax）指挥，自己率军进攻士麦那，短暂围城后，札卡斯同意交出城池，换取自己的安全离开与保证市民安全的承诺。约翰同意了这些条件，并任命卡斯帕克斯为士麦那总督，然而他在上任前被一位穆斯林刺杀，愤怒的水兵们因而屠城。约翰无法控制他们，只得任由屠杀进行，随后留下经验丰富的将领赫亚莱阿斯（Hyaleas）为总督，并留下全部舰队帮助防守，自己领兵开拔。他从士麦那出发，向南到达以弗所，经长期战斗击败了突厥驻军，俘虏两千人，将其前往爱琴海岛屿定居。佩策阿斯被任命为以弗所总督，约翰率军转往内陆进发。他率军攻下了萨第斯与非拉铁非，以米海尔·凯考梅诺斯（michael Kekaumenos）为总督，之后前往老底嘉，城内之人开门投降。之后夺取霍马与兰佩（Lampe）要塞，以优斯塔西奥斯·卡米策斯为督；从士麦那逃跑的突厥人大多聚集在波利波图斯，约翰打了他们一个出其不意，许多人被俘虏，其余的溃散。

### 晚年
1097年的战役后，约翰·杜卡斯没有再在《阿莱克修斯传》中出现，从修道院的文件中可以得知他在此后的某个时间出家为修道士，修道名为安东尼。他的去世时间未知，可知的是在1110-1116年间创作的修道院章程中写明他还在世，而在1136年创作的另一份章程中，他已被列入逝者名录。.

## 引用
1. ↑  ODB，"Doukas" (A. Kazhdan, A. Cutler), pp. 655–656.
2. 1 2 3 4 5  Polemis 1968，第66頁.
3. ↑  Skoulatos 1980，第145–146頁.
4. ↑  ODB，"Roussel de Bailleul" (C. M. Brand), pp. 1814–1815.
5. 1 2 3 4  Skoulatos 1980，第146頁.
6. 1 2  Skoulatos 1980，第146–147頁.
7. ↑  Anna Komnene. Alexiad, VII.8 (Dawes 1928，第186頁)
8. ↑  Curta 2006，第271–272頁.
9. ↑  ODB，"Constantine Bodin" (C. M. Brand, A. Kazhdan), p. 505.
10. ↑  Polemis 1968，第70頁.
11. 1 2  Polemis 1968，第67頁.
12. 1 2 3 4  Skoulatos 1980，第147頁.
13. ↑  ODB，"Tzachas" (C. M. Brand), p. 2134.
14. ↑  Anna Komnene. Alexiad, VII.8 and IX.1 (Dawes 1928，第183–187, 215頁)
15. ↑  Anna Komnene. Alexiad, IX.1 (Dawes 1928，第215–217頁)
16. ↑  Skoulatos 1980，第61, 147頁.
17. ↑  Anna Komnene. Alexiad, IX.2 (Dawes 1928，第217–218頁)
18. ↑  Polemis 1968，第67–68頁.
19. ↑  Skoulatos 1980，第148, 181頁.
20. ↑  Anna Komnene. Alexiad, XI.5 (Dawes 1928，第280頁)
21. 1 2  Polemis 1968，第68–69頁.
22. ↑  Skoulatos 1980，第148頁.
23. ↑  Anna Komnene. Alexiad, XI.5 (Dawes 1928，第281頁)
24. ↑  Skoulatos 1980，第148–149頁.
25. ↑  Anna Komnene. Alexiad, XI.5 (Dawes 1928，第281–282頁)
26. ↑  Anna Komnene. Alexiad, XI.5 (Dawes 1928，第282頁)
27. 1 2  Polemis 1968，第69頁.
28. 1 2  Skoulatos 1980，第149頁.